# Студзьонка (Любуське воєводство)
Студзьонка (пол. Studzionka) — село в Польщі, у гміні Кшешиці Суленцинського повіту Любуського воєводства.
Населення — 137 осіб (2011).
У 1975-1998 роках село належало до Гожовського воєводства.

## Демографія
Демографічна структура станом на 31 березня 2011 року:
|          | Загалом | Допрацездатний вік | Працездатний вік | Постпрацездатний вік |
| -------- | ------- | ------------------ | ---------------- | -------------------- |
| Чоловіки | 70      | 14                 | 51               | 5                    |
| Жінки    | 67      | 12                 | 42               | 13                   |
| Разом    | 137     | 26                 | 93               | 18                   |